# تنوط اجتماعي
التَّنَوُّط الاجتماعي أو الجمهُورِيّ (الاسم العلمي: Philetairus socius) عصفور من التنوطيات. موطنه بعض مناطق إفريقية الجنوبية. يألف الأحراج المبعثرة الأشجار والقريبة من الماء. نظامه الحياتي جماعي. أسرابه وافرة العدد غير أنها تتفرق في زمن التطريق إلى مجموعات تعد من 200 إلى 400. جسمه صغير القد ربعة يطول نحو 15 سم. ثوبه إلى الربدة يعلوها تمشيح أسود. محسراه وعنقه إلى السواد الأحم. منقاده مخروطي الشكل شديد السمرة. حدقة عينيه سوداء، رسغاه إلى الجؤوة. قُوته الحشرات والبزور والثمار العنبية. وهو من الطيور الضرية أي أن إناثها تسافد عدة ذكور. يدثّن عشه في السولع وقد يوجد على سولعة واحدة من 200 إلى 300 عش متراكبة تطوق الشجرة كبرج الحمام ويغلفها سطح شاحط كما في البرج. الأنثى تحضن وحدها من 3 إلى 4 بيضات نحو 12 يوماً.

## معرِض الصور

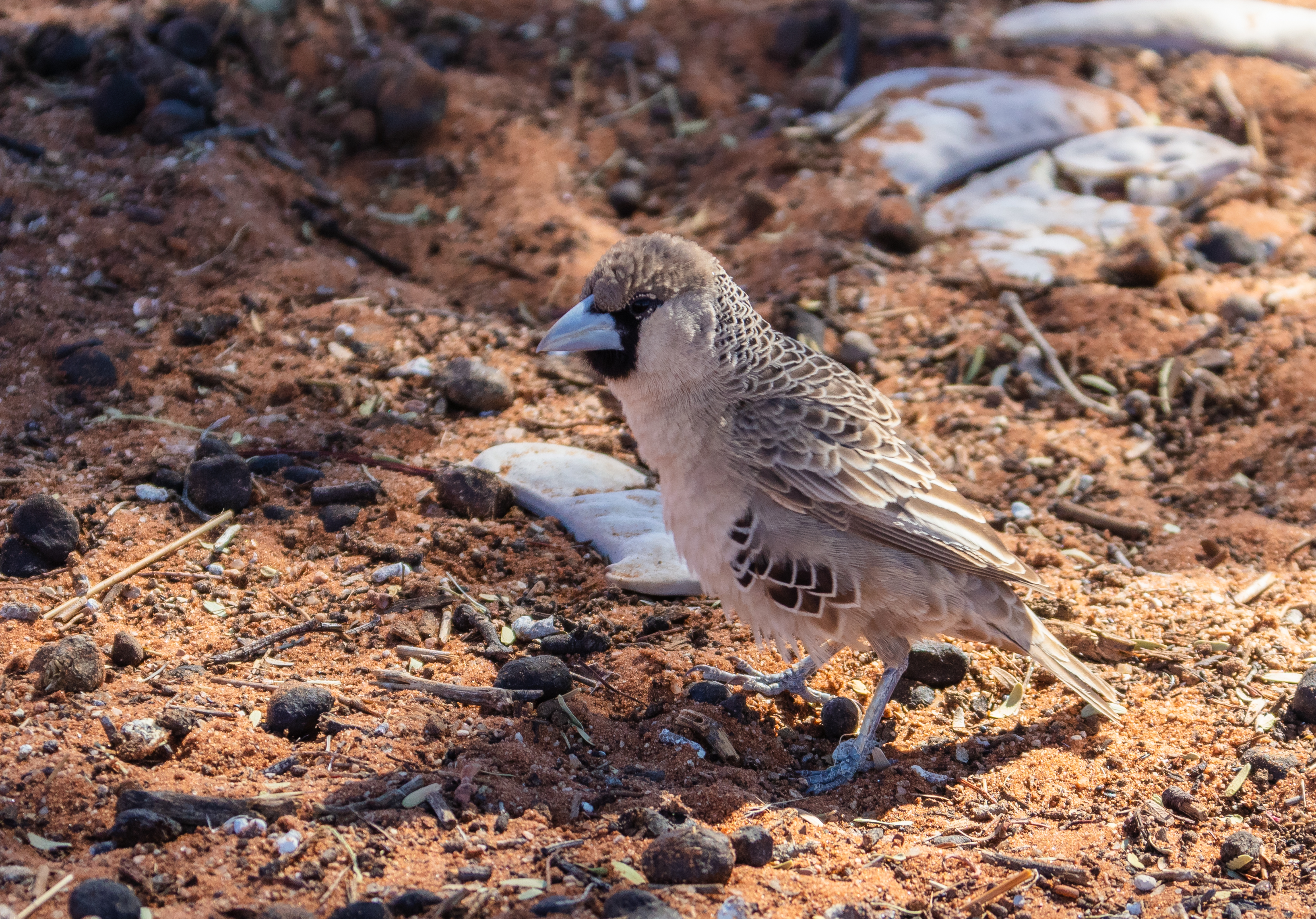
جمهوري في نميبية
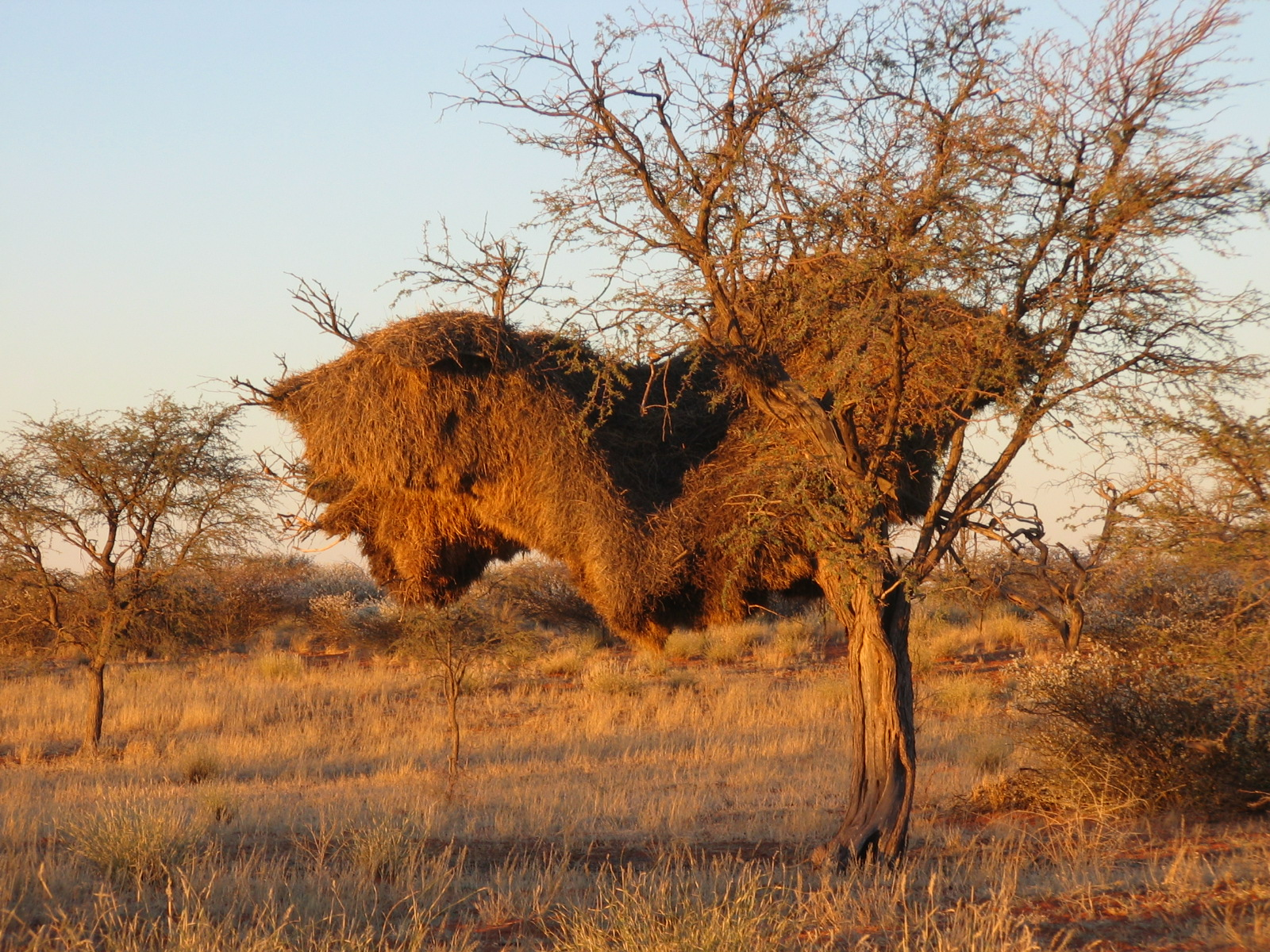
تعد سولعة الجمهوري من كُبرى الهياكل التي أنشأتها مستعمرات الطيور
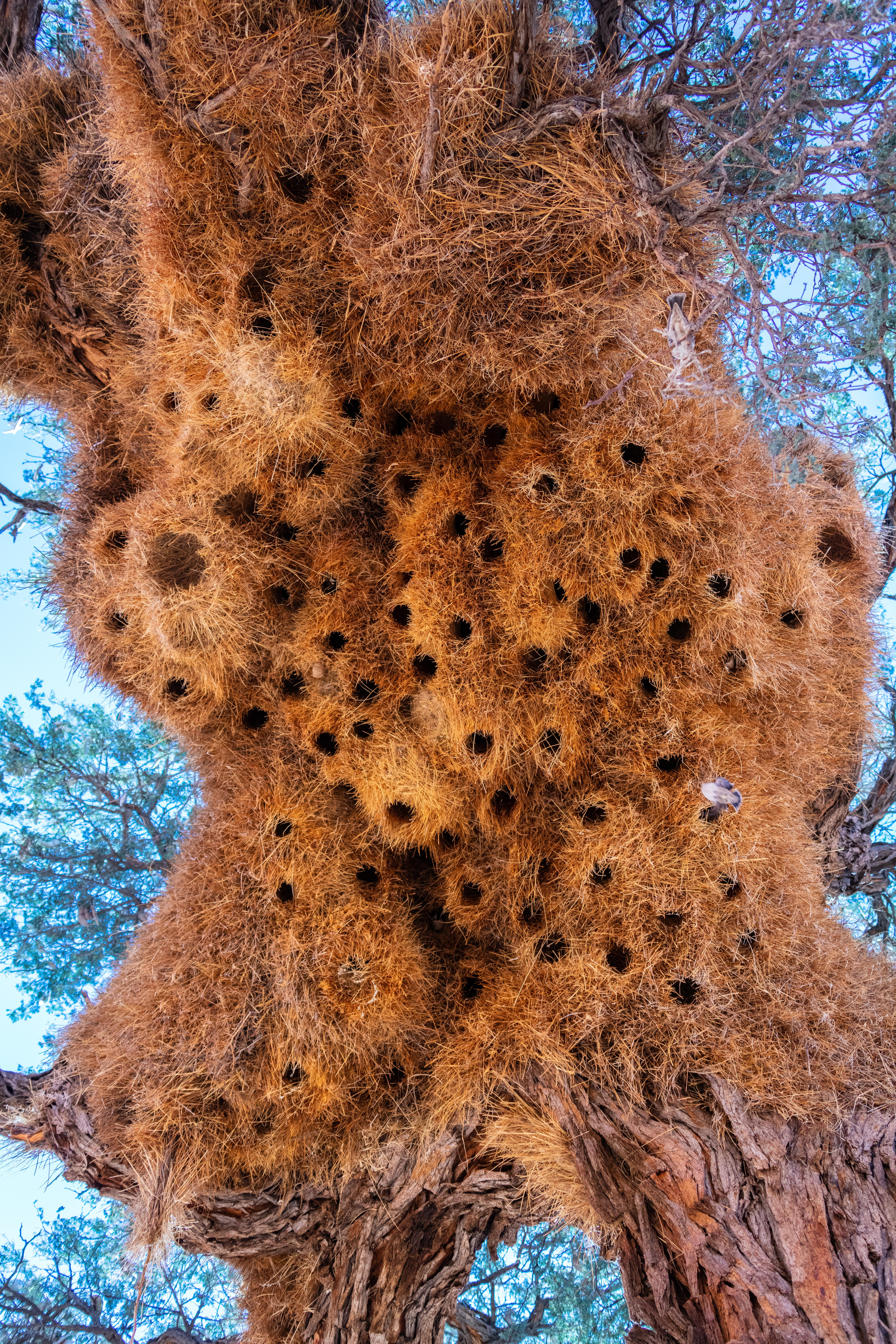
مداخل السولعة
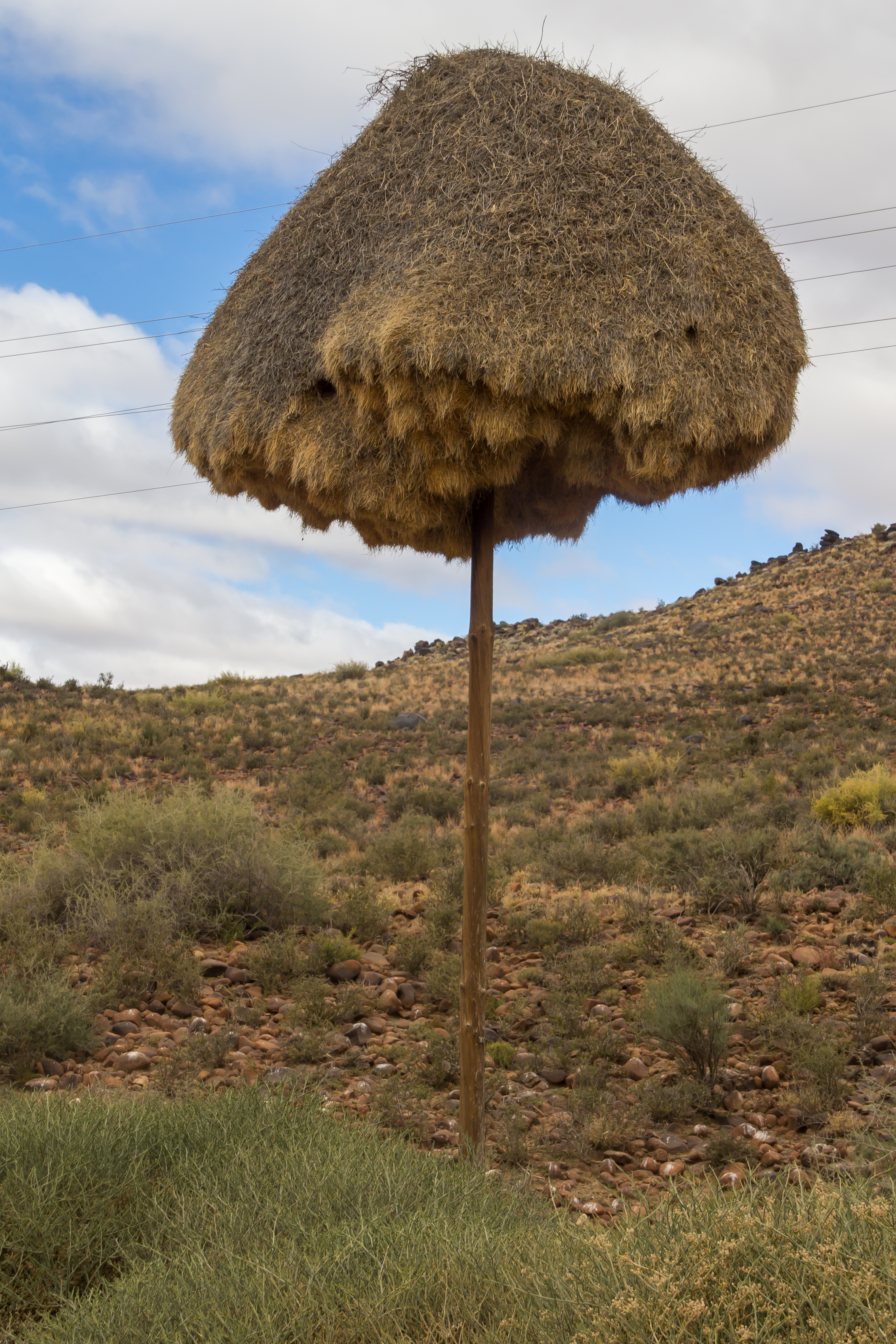
سولعة على عمود كهرباء